# Соломонові Острови на літніх Олімпійських іграх 1984
Соломонові Острови брали участь в Літніх Олімпійських іграх 1984 року в Лос-Анджелесі (США) вперше за свою історію, але не завоювали жодної медалі. Країну представляли два легкоатлети і один важкоатлет.

## Легка атлетика
Спортсменів — 2
Чоловіки
| Спортсмен     | Вид  | Забіг     | Забіг | Чвертьфінал | Чвертьфінал | Півфінал   | Півфінал   | Фінал      | Фінал      |
| Спортсмен     | Вид  | Результат | Місце | Результат   | Місце       | Результат  | Місце      | Результат  | Місце      |
| ------------- | ---- | --------- | ----- | ----------- | ----------- | ---------- | ---------- | ---------- | ---------- |
| Джонсон Керея | 100м | 11,57     | 7     | Не пройшов  | Не пройшов  | Не пройшов | Не пройшов | Не пройшов | Не пройшов |
| Чарлі Олівер  | 800м | 1.53,22   | 7     | Не пройшов  | Не пройшов  | Не пройшов | Не пройшов | Не пройшов | Не пройшов |

## Важка атлетика
Спортсменів — 1
| Спортсмен | Категорія | Маса  | Ривок | Ривок | Ривок | Поштовх | Поштовх | Поштовх | Всього | Місце |
| Спортсмен | Категорія | Маса  | 1     | 2     | 3     | 1       | 2       | 3       | Всього | Місце |
| --------- | --------- | ----- | ----- | ----- | ----- | ------- | ------- | ------- | ------ | ----- |
| Леслі Ата | 67,5 кг   | 66,20 | 75    | 80    | 82.5  | 100     | 105     | 107.5   | 187.5  | 16    |